# Nordenflycht (adelsätt)
Nordenflycht är en adelsätt från Västerås som erhållit preussisk friherrlig värdighet. Bland ättens medlemmar märks den svenska författarinnan Hedvig Charlotta Nordenflycht. Ätten adlades den 3 augusti 1727 och introducerades samma år på Riddarhuset i Stockholm.

## Historik
Äldste kände anfadern för släkten var borgaren och handelsmannen i Västerås Johan Larsson som levde under början av 1600-talet. Hans son Anders Johansson Arosius (1637–1716) var preses i kämnärskammaren i Norrköping. Han blev far till kamreraren i Kammarkollegium Anders Andersson Nordbohm (1675–1734), som 1727 adlades med namnet Nordenflycht. Han var far till Carl Nordenflycht, Anders Nordenflycht och Hedvig Charlotta Nordenflycht. Anders Nordenflycht den yngre var farfar till den preussiske regeringspresidenten i Marienwerder  Jakob Justus Philipp von Nordenflycht (1785–1854), vars söner 1856 upphöjdes till preussiskt friherrligt stånd. En yngre son till Anders Nordenflycht, Fürchtegott Leberecht von Nordenflycht (1752–1815), överflyttade till Peru där han blev generalbergverksdirektör och överintendent för myntet. Släkten fortlevde där ännu vid mitten av 1900-talet.